# Norton sub Hamdon
Norton sub Hamdon is een civil parish in het bestuurlijke gebied South Somerset, in het Engelse graafschap Somerset met 743 inwoners.

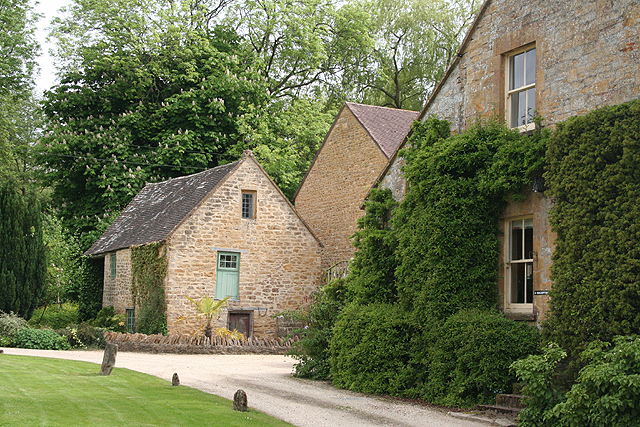
Little Norton Mill